# 王極 (嘉靖進士)
王極（1516年—？），字伯準，又字仲福，順天府薊州（今天津市薊州區）官籍，直隸無為州人，明朝政治人物。

## 生平
嘉靖二十二年（1543年）癸卯科順天府鄉試第七十八名舉人。嘉靖二十九年（1550年）中式庚戌科會試第二百二十七名，三甲第十九名進士。授西安府推官，擢監察御史，彈奸鋤暴，時稱鐵面。

## 家族
曾祖王臣，正千戶；祖父王銳，正千戶；父王濟，正千戶，母張氏。重庆下。弟栋、桂、桧、楹、柱。